# Loch (pharmacie)
Pour les articles homonymes, voir Loch (homonymie).

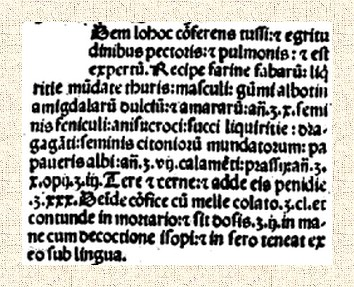
Recette d'un loch de Mésué le Jeune pour les maladies pectorales et pulmonaires : « Prenez de la farine de fèves, grains d'encens, graines de fenouil, amandes douces, gomme blanche, anis, sucre, écorce de citron, poivre blanc, miel coloré, mélangez dans un mortier, puis avec une décoction d 'hysope, mettre sous la langue .... »

Le loch ou looch (terme issu de trois mots  qui signifient « lécher » : linctus en latin, du grec eclegmes  de  eclegma   , l'arabe luʿq (لعق), et du verbe la'aqa ), désigne à l'origine une potion qu'on lèche, qu'on prend à petites gorgées.

## Définitions
Il désigne des confiseries : nougats, loukoums, massepain, guimauve, etc. du Moyen Âge, ou une potion, un   médicament  constitué d'un mucilage et d'une émulsion. Déf. « Cette expression, empruntée à la langue arabe, désigne un médicament liquide de la consistance d'un sirop épais, due en partie à un corps huileux qui y est suspendu, et destiné à être administré à  petite   doses, par la bouche, dans les maladies des voies respiratoires. »  Ce mot   inusité de nos jours mais  employé par exemple par  Mésué le Jeune    au Xe siècle      dans  De speciebus loch au chapitre V  de son Antidotarium  - était encore utilisé au XIXe siècle  dans  les dictionnaires de médecine : on distinguait alors trois  principaux types de lochs : le loch blanc (amygdalin), le loch  jaune (œufs), le loch vert  (safran) . Mesué distingue les lochs-remèdes (loch  ingrata, désagréable) des lochs-confiserie  ( loch jucunda de jucundus, agréable), au pignon, à la rose, à l'amande.
Préparé avec les électuaires, juleps et sirop, à base de poudres, de gommes, il soulageait les voies respiratoires; trachée, bronches, poumons, gorge, larynx, œsophage.

## Citations

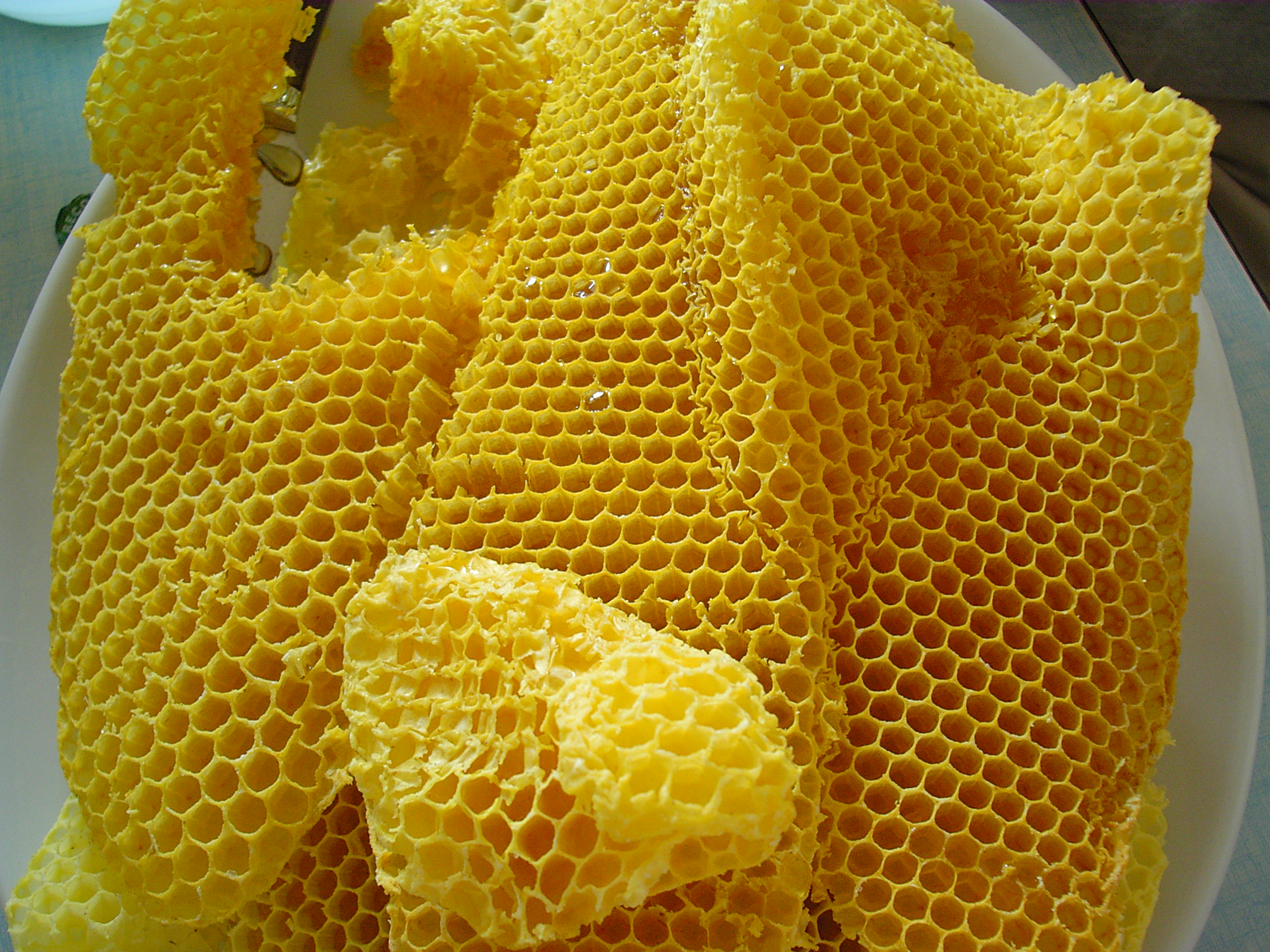
Le miel, un ingrédient indispensable.

### Dictionnaire de la conversation et de la lecture
Le mot looch, emprunté à l'arabe, est employé en pharmacie pour désigner des potions dont les médecins font usage dans les affections des organes de la respiration. Ces préparations, composées d'eau, d'huile, de sucre ou de miel, de gomme ou de mucilage, ont une consistance demi-sirupeuse, et elles exercent une action adoucissante. On en fait un emploi banal dans les rhumes, la grippe, etc.
Le looch blanc se prépare avec une émulsion d'amandes douces, auxquelles on en mêle quelques manières, du sucre, de la gomme adragante et un peu d'eau de fleurs d'oranger. En employant des pistaches au lieu d'amandes, on ferait un looch vert, vieille invention qu'on reproduira peut-être. On ajoute souvent 30 grammes de sirop diacode à cette potion, et quelquefois un décigramme de kermès minéral : ces additions augmentent notablement sa puissance.
On emploie aussi avec avantage le looch suivant dans les rhumes, et il exige la même condition : prenez une pincée de fleurs de coquelicot et autant de fleurs de pas-d'âne ou tussilage; faites-les infuser dans 180 grammes d'eau bouillante ; dissolvez avec cette infusion 15 grammes de gomme arabique en poudre, ainsi qu'un décigramme de kermès minéral, et ajoutez 30 grammes de sirop diacode. On composera facilement une boisson pectorale de quelque valeur, et analogue aux loochs, en faisant infuser deux poignées des fleurs indiquées ci-dessus dans de l'eau de graine de lin demi-visqueuse, et en l'édulcorant avec du miel ou du sucre.
On peut encore préparer dans les ménages une autre  boisson de l'espèce qui nous occupe, en triturant plusieurs jaunes d'œuf avec du sucre, et en y ajoutant petit à petit    de l'huile d'amandes douces, ou d'olive, et de l'eau, ou une infusion de fleurs pectorales. Cette composition se   nomme aussi lait de poule ou oleo taecharum.

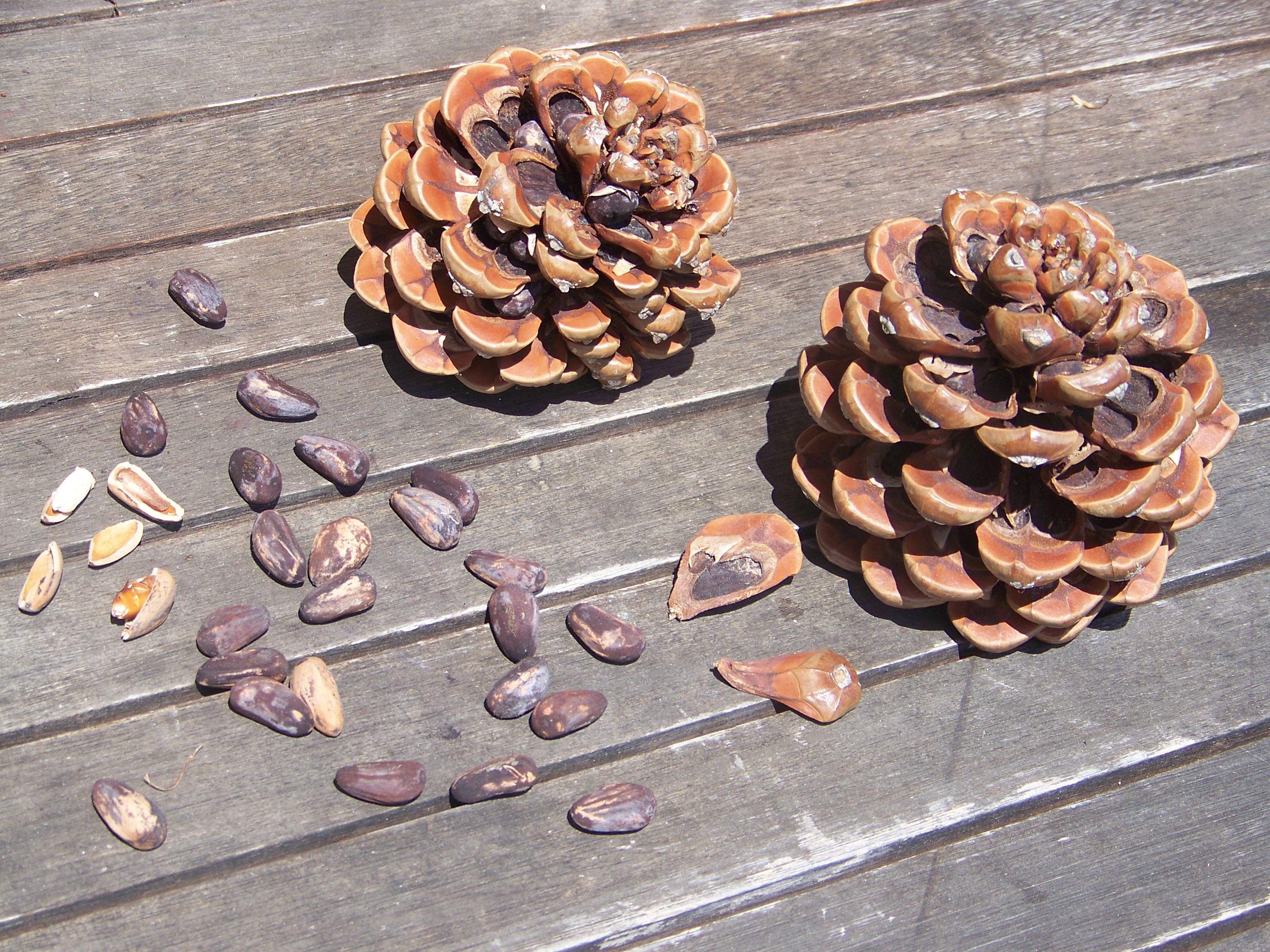
Ingrédients du loch aux pignons de Mésué mélangé à du miel.
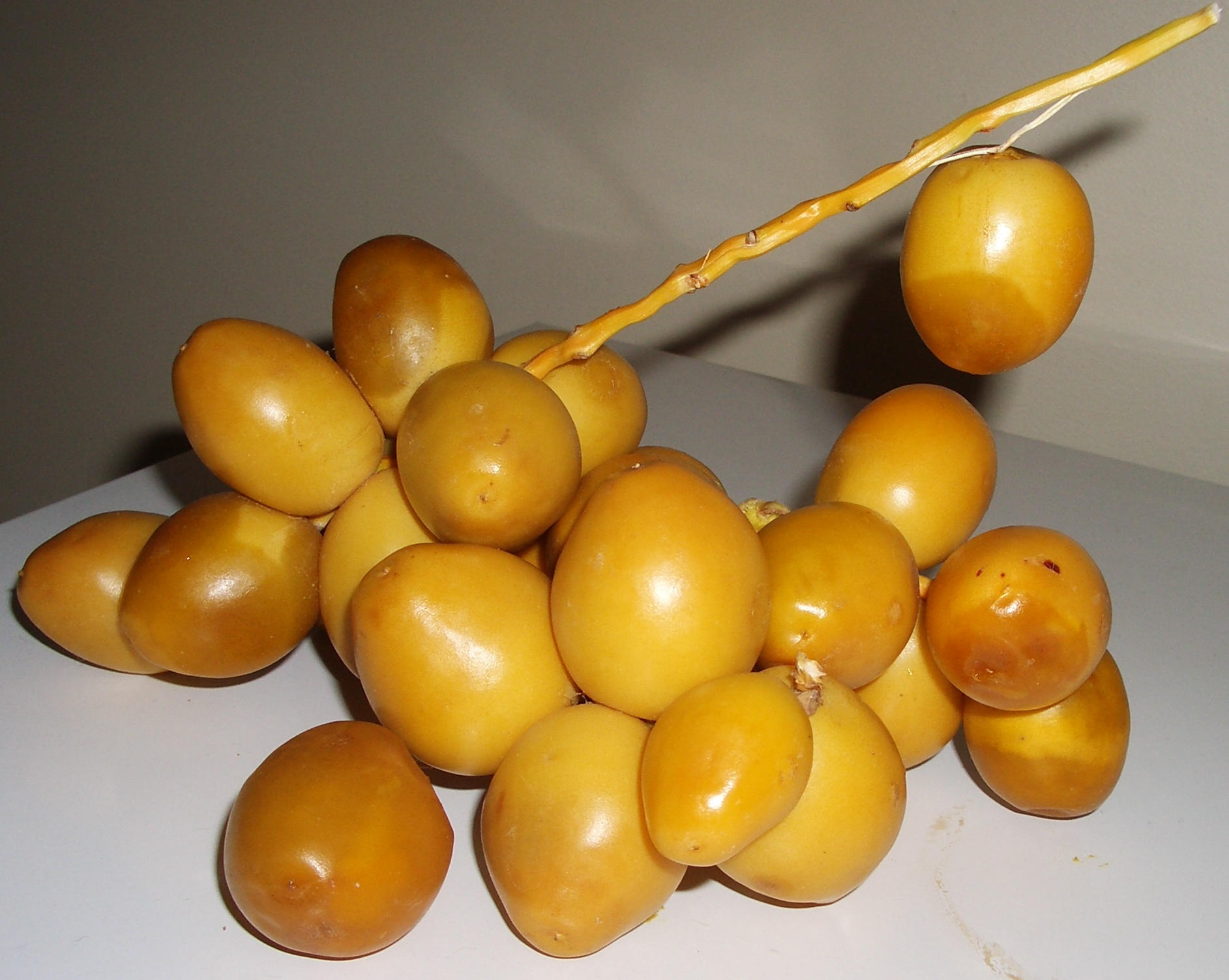
Dattes
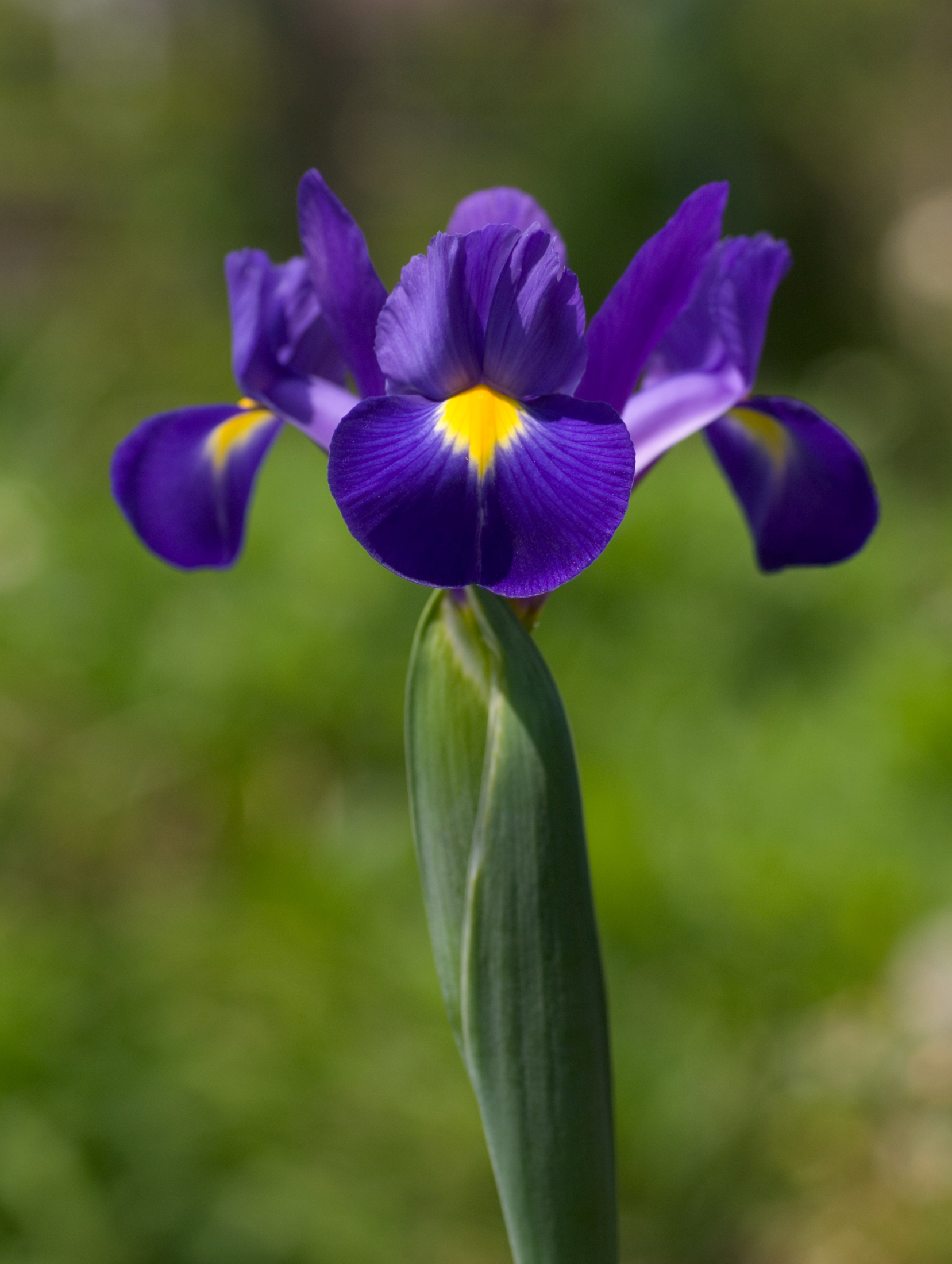
Racine d'iris
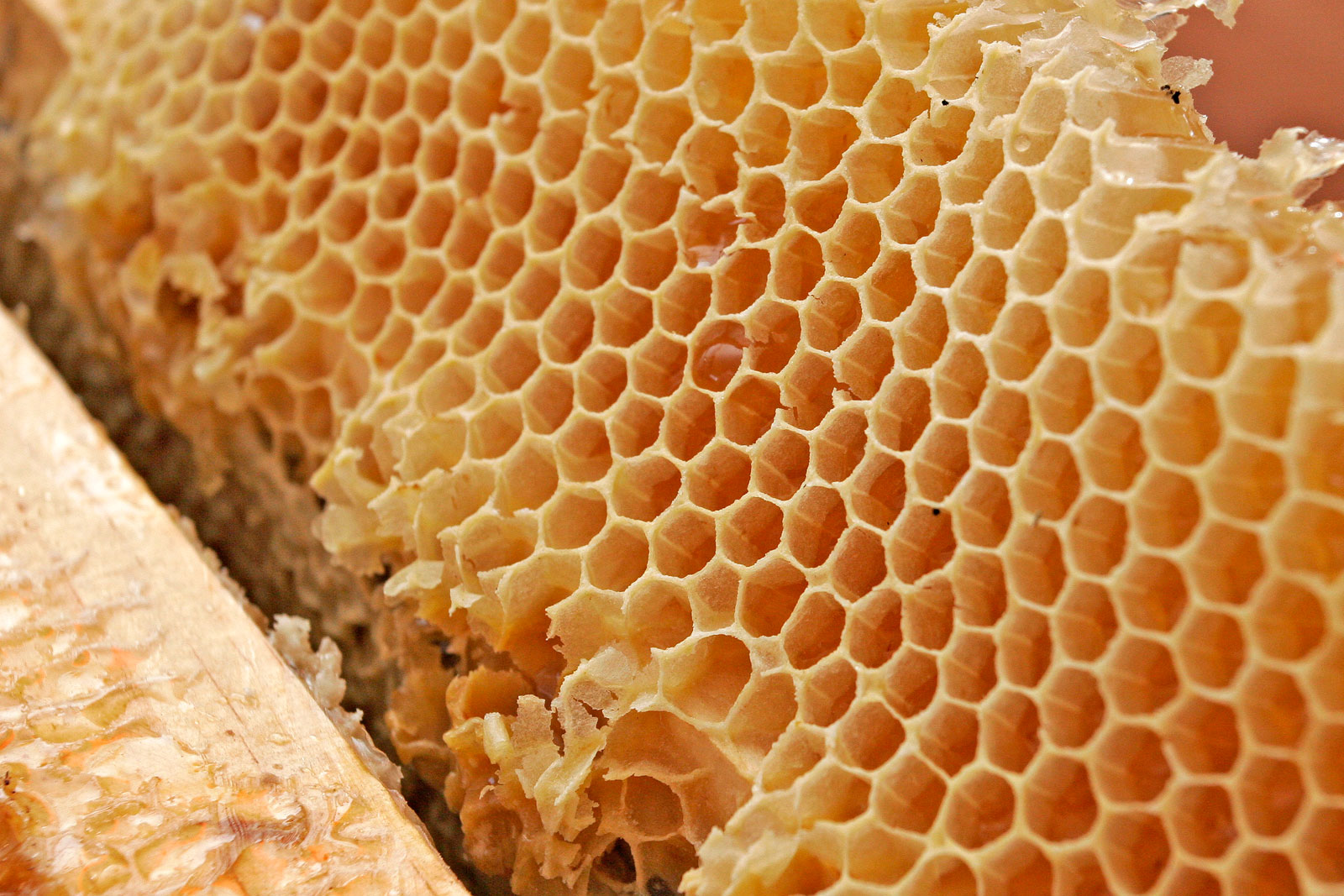
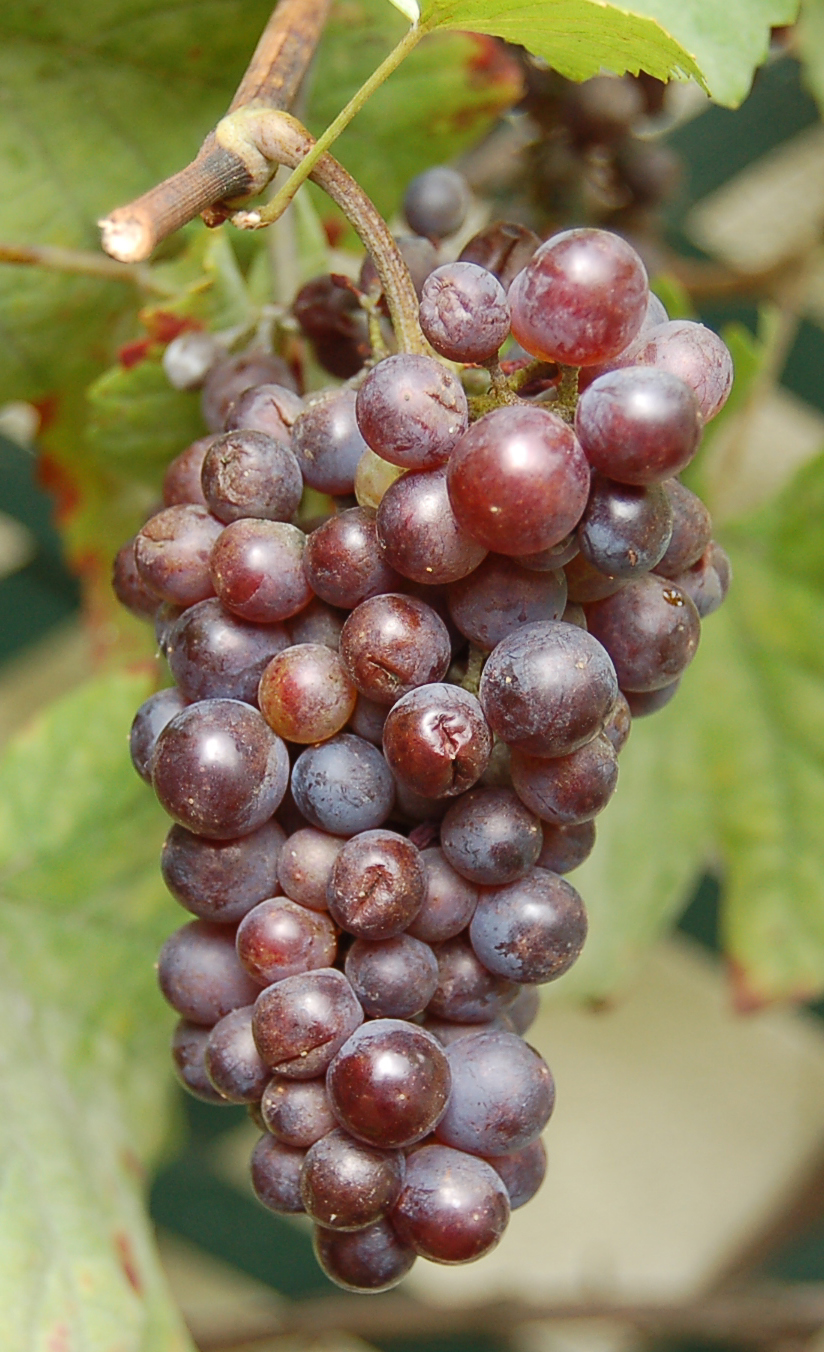
Miel de raisin
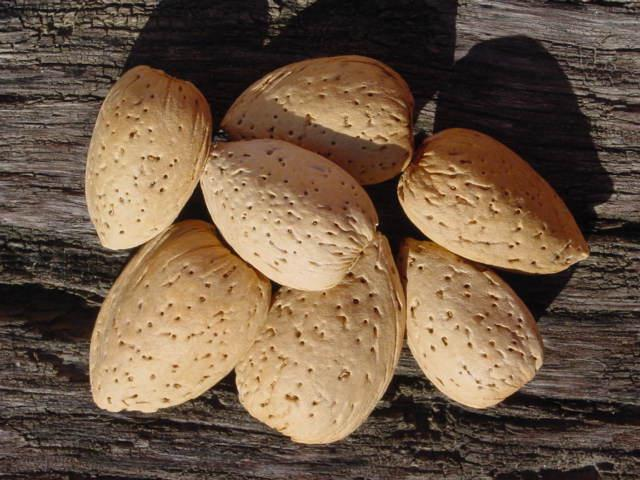
Amandes amères
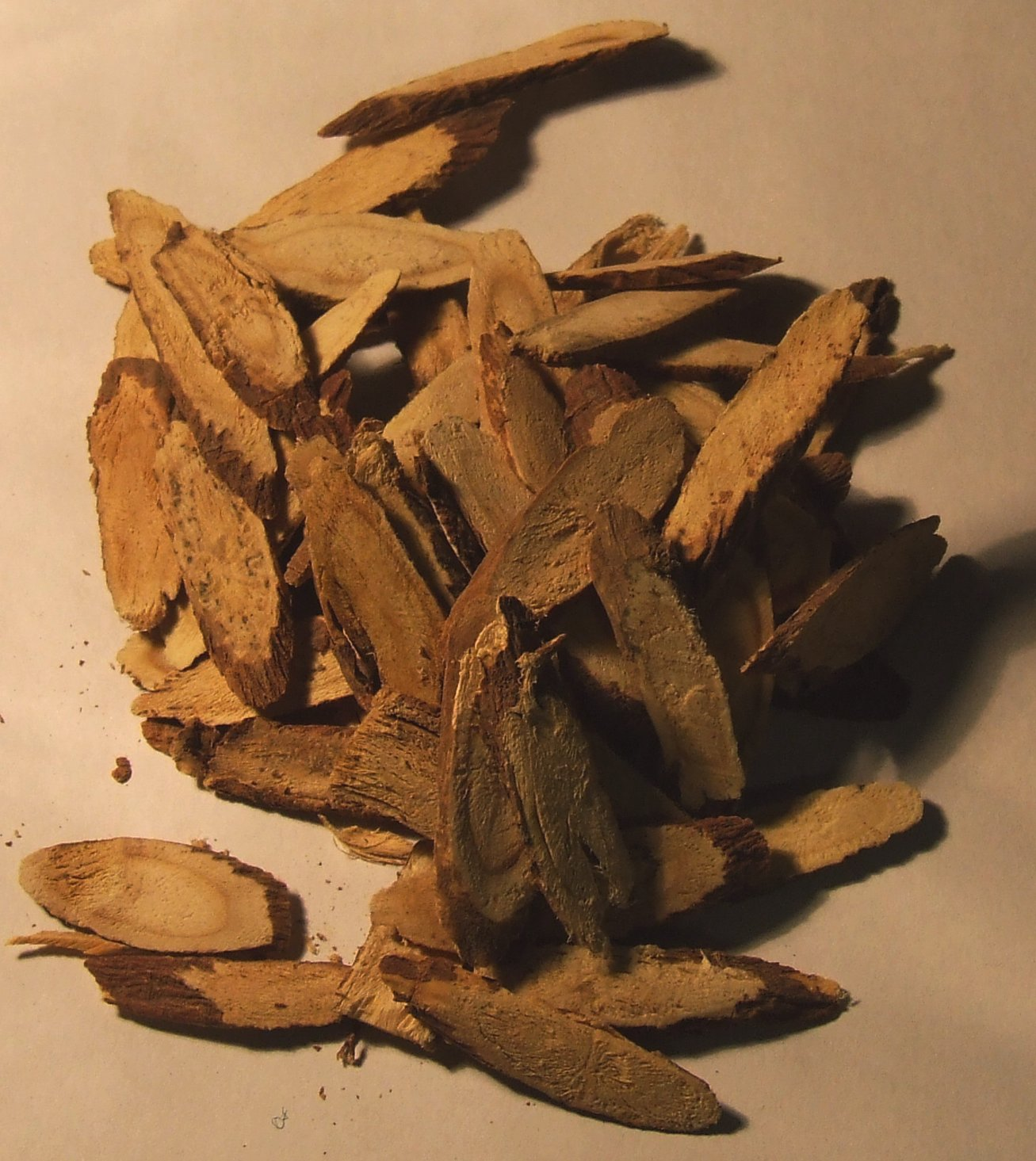
Réglisse
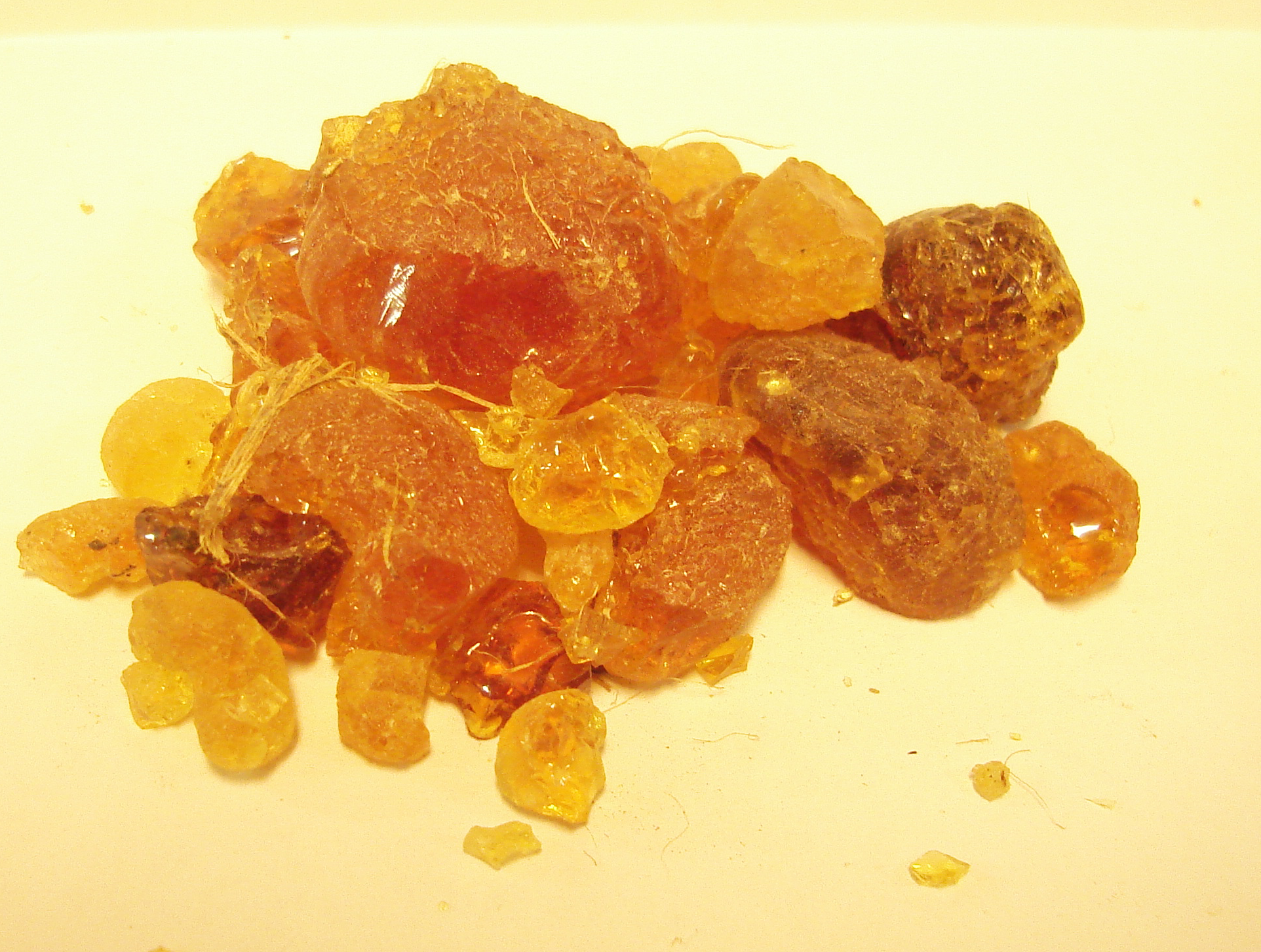
Gomme arabique

### Littré
LOOCH. s. m.[linctus, ecligma, .Loochi, angl. lohok, loochi, \i. loc, locco, looc, esp. looc]. Le mot looch, qui est arabe, désigne un médicament liquide, de la consistance d'un sirop épais, et destiné à être administré à petites doses, par la bouche, dans les maladies des poumons, du larynx et de l'arrière-bouche. Autrefois on faisait sucer les loochs aux malades au bout d'un morceau de réglisse effilé en forme de pinceau : aujourd'hui on les administre par cuillerées. — Looch blanc pectoral ou looch amygdalin. C'est une émulsion d'amandes édulcorées. Pour le préparer, on pile ensemble : amandes douces mondées de leur pellicule, no 12 ; amandes amères, no 2; sucre blanc, 16 grain., en ajoutant eau commune, 128 gram. On verse peu à peu ce lait d'amande dans un mortier où l'on a trituré gomme adragante en poudre, 60 centigram. ; huile d'amandes douces fraîche, 16 gram. ; sucre blanc, 8 gram., et l'on ajoute sur la fin, eau de fleur d'oranger, 8 gram. 11 est employé comme adoucissant. — Looch de jaune d'œuf. On le prépare avec : jaune d'œuf frais, no 1 ; huile d'amandes douces, 48 gram.; sirop de guimauve, 32 gram., qu'on mêle longtemps dans un mortier, et auxquels on ajoute peu à peu : eau de fleur d'oranger, 32 gram., et eau de coquelicot, 64 gram. — Looch vert. On le fait en mêlant intimement sirop de violette, 32 gram.; teinture de safran, 1 gram. ; eau commune, 128 gram., dont on fait une émulsion avec pistaches sèches, 8 gram. On verse peu à peu cette émulsion sur 60 centigrammes de gomme adragante triturés avec 16 grammes d'huile d'amandes douces ; on continue de triturer jusqu'à ce que le tout ait pris la consistance de mucilage, et l'on ajoute alors eau de fleur d'oranger, 64 gram. — Looch sans émulsion (looch gommeux). On le fait avec : gomme adragant en poudre, 80 à 160 centigram. ; huile d'amandes douces, 16 gram.; sucre pur, 32 gram. ; eau commune, 96 gram., et eau de fleur d'oranger, 64 gram., que l'on mêle en les triturant dans un mortier. — Looch huileux du Codex. Il diffère peu du précédent. On le fait avec : huile d'amandes douces, gomme arabique pulvérisée, eau de fleur d'oranger, a  16 gram. On prépare un mucilage avec la gomme et une partie de l'eau, on ajoute l'huile peu à peu, en triturant à mesure, et l'on délaye avec le reste des liquides.

### Littérature
Dans La Belle Hélène, opéra-bouffe en trois actes de Jacques Offenbach, livret de Henri Meilhac et Ludovic Halévy, créée à Paris au théâtre des Variétés le 17 décembre 1864, au premier acte, scène XI :
Pâris.
Mon premier se donne au malade : loch…

## Recettes

### Une recette: le «Loch de santé réformée» deMoyse Charas

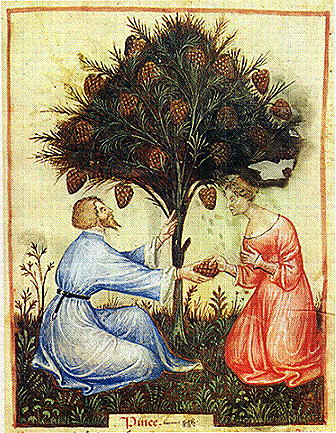
Récolte de la Pomme de pin, Tacuinum Sanitatis

Ce loch est adapté du fameux «  Loch aux pignons » de Mésué le Jeune mais il contient beaucoup plus d'ingrédients.
« Prenez 1°- une once d'orge mondé. 2°. Des racines de pétasite ou herbe aux teigneux & d'aunée ou lionne, de chacune demi-once. 3 °   Des raisins de damas mondés de leurs pépins, des figues nouvelles et séches, de bonnes dattes fans leurs noyaux, des jujubes & des fevrd, de chacun une douzaine. 4°. Des feuilles d'hysope, de calament, de capillaire de Montpellier & du commun, de chacun une poignée. 5°. Des semences de mauve, de guimauve, de coton & de pavot blanc, Se chacune deux gros. Faites la décoction régulière de toutes ces drogues, & ensuite la colature & expression, clarifiant la liqueur coulée avec un blanc-d'œuf parmi deux livres de sucre fin , & faisant cuire le tout ensemble à petit feu en forme de syrop d'une consistance plus forte qu'à l'ordinaire ; & l'ayant ôté du feu, vous mêlerez  avec   des pignons & des amandes douces, pilés & passés par le tamis, de chacun six gros. 2°. De la réglisse mondée, de la gomme adragant & d'Arabie , & de la racine d'iris, le tout en poudre fine, de chacun trois gros. Puis le looch étant refroidi, sera aromatisé avec des huiles distillées de fenouil & d'anis, de chacune trois gouttes, incorporées avec  du sucre    en poudre, & gardé pour fes ufages.
''On fera bouillir l'orge mondé dans un pot de terre verni, dans six livres d'eau de fontaine, fur un feu modéré, pendant demi-heure; puis on y ajoutera les racines mondées & écrasées, & après qu'elles auront bouilli avec l'orge environ un bon quart d'heure, on y joindra les fruits mondés & incisés, 
qu'on fera bouillir quelque temps avec le reste, puis on y mêlera l'hysope & le calament incisés & les semences écrasées, & un peu après les capillaires incisés ; & après qu'ils auront bouilli quelque peu de temps, on tirera la décoction du feu, & étant à demi refroidie, on la coulera & exprimera légèrement; puis ayant clarifié la liqueur avec un blanc-d'œuf parmi deux livres de beau sucre, on les fera cuire à petit feu jufqu'à une confistance de syrop un peu plus épaisse qu'à l'ordinaire. Le sirop étant à demi refroidi, on y incorporera les amandes & les pignons pilés, & les poudres de réglisse, d'iris & de gomme adragant & arabique ; & lorsque le tout fera refroidi, on l'aromatisera avec les huiles distillées d'anis & de fenouil, mêlées auparavant avec une once de sucre fin en poudre, puis on serrera le looch dans un pot de faïance bien bouché. L'orge mondé mis dans la décoction est cause qu'on a ordonné le beau sucre à la place des tenides, qu'on trouve dans les descriptions ordinaires de ce looch, qui ont la décoction d'orge pour leur base. Les racines de pétasite & d'[aunée] augmentent la vertu incisive des autres médicaments & facilitent l'expectoration. Les semences de mauve, de guimauve, de coton & de pavot blanc, fervent à incrasser & à arrêter les fluxions subtiles qui tombent du cerveau dans la poitrine, & produisent les effets qu'on peut attendre des semences de fenugrec & de lin, ordonnées dans les autres descriptions, sans donner au looch ni le goût ni l'odeur désagréable de ces dernières, qui aussi ne font guères employées que pour des remédes externes. On pouvoit retrancher la réglisse de la décoction, puisqu'on la trouve en assez bonne quantité dans la poudre du looch. Enfin les huiles distillées d'anis & de fenouil valent mieux que les semences bouillies dans la décoction, laquelle détruit leur partie volatile & sulfurée qui est la principale, & ne retient que la plus grossière.
Ce looch ne peut être que très-efficace, tant pour  digérer, que pour épaissir & arrêter les fluxions subtiles qui découlent du cerveau dans la poitrine, comme aussi pour inciser & détacher celles qui font déjà dans les bronches des poumons, & pour déterger, mondifier & adoucir les parties qui fervent à la respiration. On en peut user de jour, de nuit & à toute heure, & en prendre à chaque fois la grosseur d'une noisette, avec un bâton de réglisse, écrasé & applati par le bout, dont on se servira comme d'une cuillère. On doit tenir assez longtemps dans la bouche ces fortes de remédes, & ne les avaler que fort lentement. »''